# Alfredtown

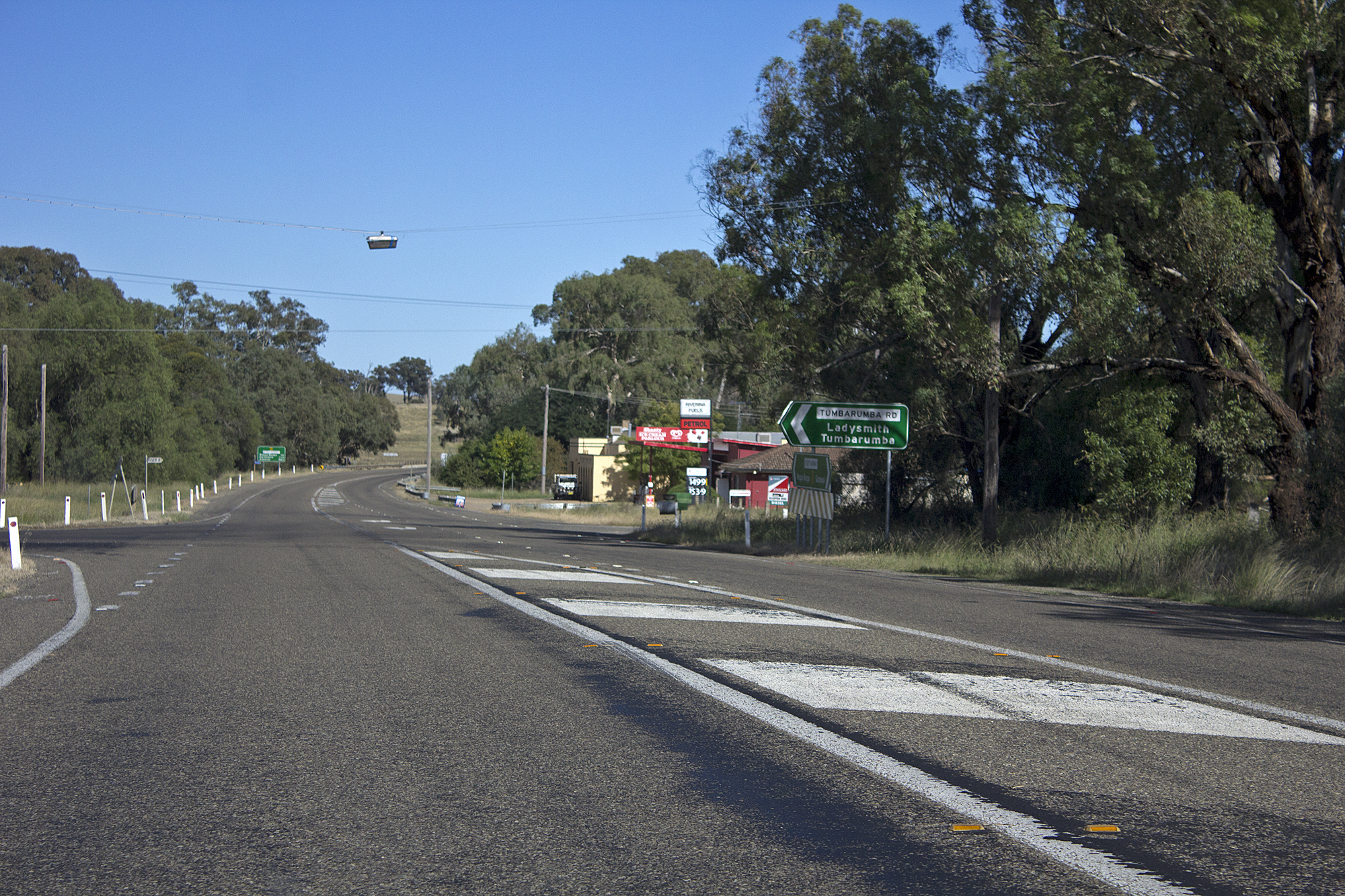
Sturt Highway em Alfredtown

Alfredtown (igualmente conhecida como Alfred Town até 1988 e antes conhecida como The Shanty) é uma cidade australiana localizada no estado da Nova Gales do Sul. A sua população, segundo o censo de 2008, era de 3 570 habitantes.